# Schlittenfahrt Schneeflöckchen
Schlittenfahrt Schneeflöckchen is een darkride in het Duitse attractiepark Europa-Park. Het werd in 1998 geopend in het thema van het Russische sprookje Snegurochka.

## Beschrijving
Gasten betreden de attractie via de wachtrij, die voor de gevel van een Russisch vakwerkhuis loopt. Op de wanden staat het sprookje in het Duits en in het Frans uitgeschreven, samen met enkele illustraties. Bezoekers stappen vervolgens in een arrenslee, die hen door de attractie leidt. De attractie is opgebouwd uit een aantal dierenfiguren en simplistische, bewegende poppen. De slee glijdt eerst langs een scène met spelende kinderen in de sneeuw. Op de wand is een schildering te zien van koning Winter die een sneeuwvlokje omtovert tot het meisje Snegurochka, zodat hij dit aan een kinderloos echtpaar kan schenken. Vervolgens voert hij langs een scene met de ouders van Snegurochka, die haar uitzwaaien omdat ze terug naar de sneeuwhemel wil. Even later is Snegurochka te zien, samen met de twee berenwelpjes die hun moeder zijn verloren en met wie ze op zoek gaat naar het paleis van koning Winter. Daarna voert de slee langs de Vuurvogel, die voor een zonneachtige constructie vliegt en op de grond enkele kuikens heeft en wordt aanbeden door dienaren met waaiers. In de laatste scene wenkt koning Winter Snegurochka naar hem toe met een sterrenstraal. Tot slot rijdt de slee langs een Russisch orkestje om vervolgens weer uit te komen in het station. Bezoekers kunnen de attractie daar verlaten.